# 5185 Alerossi
Alerossi (asteróide 5185) é um asteróide da cintura principal com um diâmetro de 12,86 quilómetros, a 2,4615598 UA. Possui uma excentricidade de 0,0811722 e um período orbital de 1 601,63 dias (4,39 anos).
Alerossi tem uma velocidade orbital média de 18,19720191 km/s e uma inclinação de 8,38379º.
Este asteróide foi descoberto em 15 de Setembro de 1990 por Henry Holt.